# Kevin Murphy (bơi lội)
Kevin Murphy (sinh năm 1949) đã bơi qua eo biển Anh 34 lần, nhiều hơn bất kỳ người đàn ông nào khác trong lịch sử. Danh hiệu chung về số lượng lượt bơi qua eo biển này nhiều lần nhất là Alison Streeter với 43 lượt bơi qua eo biển Manche.
Tổng cộng Murphy đã bơi qua eo biển Anh 34 lượt bao gồm một lần bơi qua lại hai lần. Ông cũng giữ kỷ lục bơi qua eo biển này sớm nhất trong năm, thiết lập vào ngày 29 tháng năm 1990. Năm 1964, ở tuổi 15, ông đã hoàn thành đường dài đầu tiên bơi lội của mình - 6 giờ 29 phút cho 10 km của Windermere.
Năm 1968, ông hoàn thành đợt bơi qua eo biển này của mình vào 15 giờ 15 phút. Năm 1970, ông trở thành người thứ ba tại thời điểm đó hoàn thành đợt bơi qua lại hai chiều trong 35 giờ 10 phút. Năm 1971, ông là người đầu tiên bơi xung quanh Đảo Wight.